# Trox quadrinodosus
Trox quadrinodosus är en skalbaggsart som beskrevs av Haaf 1954. Trox quadrinodosus ingår i släktet Trox och familjen knotbaggar. Inga underarter finns listade i Catalogue of Life.